# Iwan Popkow
Iwan Grigorjewicz Popkow (ros. Иван Григорьевич Попков, ur. 25 października?/7 listopada 1904 we wsi Głuboje w guberni kurskiej, zm. 6 sierpnia 1978 w Swierdłowsku) – funkcjonariusz radzieckich organów bezpieczeństwa, generał major.

## Życiorys
Od września 1924 do września 1926 uczył się w gubernialnej radzieckiej szkole partyjnej w Kursku, we wrześniu 1926 został przyjęty do WKP(b), od października 1927 do października 1928 odbywał służbę w Armii Czerwonej w Dniepropietrowsku, od października 1928 do czerwca 1930 zastępca kierownika wydziału okręgowego komitetu WKP(b) w Lgowie, później kierownik wydziału rejonowego komitetu partyjnego w Obwodzie Centralno-Czarnoziemskim. Od stycznia 1932 w OGPU, pełnomocnik operacyjny Wydziału Tajno-Politycznego Pełnomocnego Przedstawicielstwa OGPU Obwodu Centralno-Czarnoziemskiego, od lipca do 28 marca 1937 szef Oddziału 4 Wydziału 4 Zarządu Bezpieczeństwa Państwowego (UGB) Zarządu NKWD obwodu woroneskiego, od 2 marca 1936 młodszy porucznik, a od 19 stycznia 1937 porucznik bezpieczeństwa państwowego. Od 28 marca do 23 września 1937 pomocnik szefa Wydziału 4 UGB Zarządu NKWD obwodu woroneskiego, od 23 września do 2 grudnia 1937 pomocnik szefa Wydziału 3 UGB Zarządu NKWD obwodu woroneskiego, od 2 grudnia 1937 do maja 1939 szef Wydziału Transportu Drogowego NKWD Kolei Południowo-Wschodniej, 2 czerwca 1938 awansowany na starszego porucznika bezpieczeństwa państwowego, od maja 1939 do 27 lutego 1941 szef Wydziału Transportu Drogowego NKWD Kolei Wschodniosyberyjskiej, od 27 lutego do 31 lipca 1941 szef Wydziału 3 Zarządu 3 NKGB ZSRR, 4 maja 1945 mianowany kapitanem bezpieczeństwa państwowego. Od 31 lipca do 30 grudnia 1941 szef Zarządu NKWD obwodu kujbyszewskiego (obecnie obwód samarski), 6 września 1941 awansowany na majora bezpieczeństwa państwowego, od 20 lutego 1942 do 7 maja 1943 zastępca szefa Zarządu NKWD obwodu swierdłowskiego, 14 lutego 1943 awansowany na pułkownika bezpieczeństwa państwowego, od 7 maja 1943 do 26 lutego 1948 szef Zarządu NKWD/MWD obwodu swierdłowskiego, 12 maja 1943 mianowany komisarzem bezpieczeństwa państwowego, a 9 lipca 1945 generałem majorem. Od 13 października 1948 do 8 lutego 1949 szef Wydziału 1 i zastępca szefa Zarządu Poprawczego Obozu Pracy w Głazowie, od 8 lutego 1949 do 2 czerwca 1952 zastępca szefa Zarządu Norylskiego Poprawczego Obozu Pracy i Kombinatu MWD ds. obozu, następnie w dyspozycji Zarządu Kadr MWD ZSRR, od 21 stycznia 1953 do 16 stycznia 1954 zastępca szefa Zarządu Poprawczego Obozu Pracy i Budownictwa nr 3 Baszspecnieftestroja MWD ds. obozu, następnie zwolniony ze służby z powodu choroby.

## Odznaczenia
- Order Czerwonego Sztandaru (20 września 1943 i 20 marca 1952)
- Order Wojny Ojczyźnianej I klasy (16 września 1945)
- Order Czerwonego Sztandaru Pracy (13 grudnia 1944)
- Order Czerwonej Gwiazdy (3 listopada 1944)
- Odznaka "Honorowy Funkcjonariusz Czeki/GPU (XV)" (9 maja 1938)
- Odznaka "Zasłużony Funkcjonariusz NKWD" (6 lutego 1943)

I medale.